# Johann Franz Xaver Sterkel
Johann Franz Xaver Sterkel (Wurzburgo, Baviera, 3 de diciembre de 1750 - Wurzburgo, 12 de octubre de 1817) fue un compositor y pianista alemán.
Se educó en la Universidad de Wurzburgo y fue ordenado sacerdote en 1774, lo cual no le impidió continuar con su carrera musical. En 1778 se trasladó a Maguncia donde fue nombrado capellán y músico de la corte.
Entre 1779 y 1782 realizó un viaje a Italia durante el cual entabló contacto con el también músico y sacerdote Giovanni Battista Martini. En otoño de 1791 tuvo un famoso encuentro con Beethoven que fue a visitarlo a su domicilio en Aschaffenburg, quedando ambos compositores muy impresionados.
Entre 1793–1797 fue Maestro de Capilla en Maguncia como sucesor de Vincenzo Righini y más adelante se trasladó a Ratisbona (1802-1810) y Aschaffenburg, donde estuvo al servicio de Karl Theodor von Dalberg, Gran Duque de Fráncfort del Meno. En 1815 se retiró definitivamente a Wurzburgo, ciudad en la que falleció en 1817.

## Obras
- Opera Farnace (Nápoles, 1782).
- 24 sinfonías, 2 conciertos para orquesta.
- 6 conciertos para piano
- Quintetos de cuerda, cuartetos para piano, seis tríos para cuerda.
- Sonatas para piano solo y dúos, piezas para piano, variaciones.
- Canciones alemanas, Canzonetas al estilo italiano, dúos vocales.